# The Fundamental Elements of Southtown
The Fundamental Elements of Southtown é o terceiro álbum de estúdio da banda californiana de new metal P.O.D., lançado em 24 de Agosto de 1999 pela gravadora Atlantic Records e produzido por Howard Benson.
No início teve poucas vendas, mas depois foi o primeiro álbum da banda a vender mais de 1 milhão de cópias e ficou no 51° lugar na Billboard em Abril de 2000.

## Faixas
A música "Bullet The Blue Sky" é original da banda irlandesa, U2, e já foi gravada também pela banda brasileira Sepultura. Na faixa 16 existe um solo instrumental depois da música "Outkast", chamado "Tambura", isso explica o fato da faixa ter a duração de mais de 9 minutos. A música "School of Hard Knocks" da trilha sonora do filme "Little Nicky - Um Diabo Diferente" faz parte da versão japonesa do álbum e a música "Whatever It Takes" da trilha sonora do filme "Um Domingo Qualquer" faz parte da versão europeia.
1. "Greetings" - 1:29
2. "Hollywood" - 5:22
3. "Southtown" - 4:08
4. "Checkin' Levels" - 1:06
5. "Rock The Party (Off the Hook)" - 3:24
6. "Lie Down" - 5:09
7. "Set Your Eyes to Zion" - 4:06
8. "Lo Siento" - 0:33
9. "Bullet The Blue Sky" - 5:18
10. "Psalm 150" - 0:55
11. "Image" - 3:32
12. "Shouts" - 0:55
13. "Tribal" - 4:26
14. "Freestyle" - 3:57
15. "Follow Me" - 3:43
16. "Outkast" - 9:33

## Limited Edition Bonus EP
O Limited Edition Bonus EP é um CD bônus que veio com algumas cópias do álbum "The Fundamental Elements of Southtown", em 1999. Esse CD não é considerado nem um álbum nem um EP, apenas um item para colecionadores.
1. "Warriors Come Out to Play..." - 0:40
2. "Draw the Line (Fundamental Version)" - 3:16
3. "It's About Time (Demo)" - 4:15
4. "Lie Down (Demo)" - 4:20
5. "Estrella (Demo)" - 4:32
6. "Messages for Your Answering Machine" - 1:41

Duração total: 18 min e 48 seg.

## Singles
1. "Rock the Party" (1999)
2. "Southtown" (1999)

## Participações de Outros Artistas
- Lisa Papineau - Vocal nas músicas "Rock the Party (Off the Hook)" e "Bullet The Blue Sky";
- DJ Circa - Mixagem;
- Santos - Percussão;
- Howard Benson - Teclado e produção.